# Samartindianes
Samartindianes (en castellà Anes i oficialment Anes/Samartindianes) és una parròquia del conceyu asturià de Siero. Té una població de 1.143 habitants (INE 2008) i ocupa una extensió de 27,55 km², al nord del concejo de Noreña. Es troba a una distància de 13 km de Siero. Se celebra la festivitat de Santa Apol·lònia en el poble de Pañeda Nueva.

## Entitats de població

### Pobles

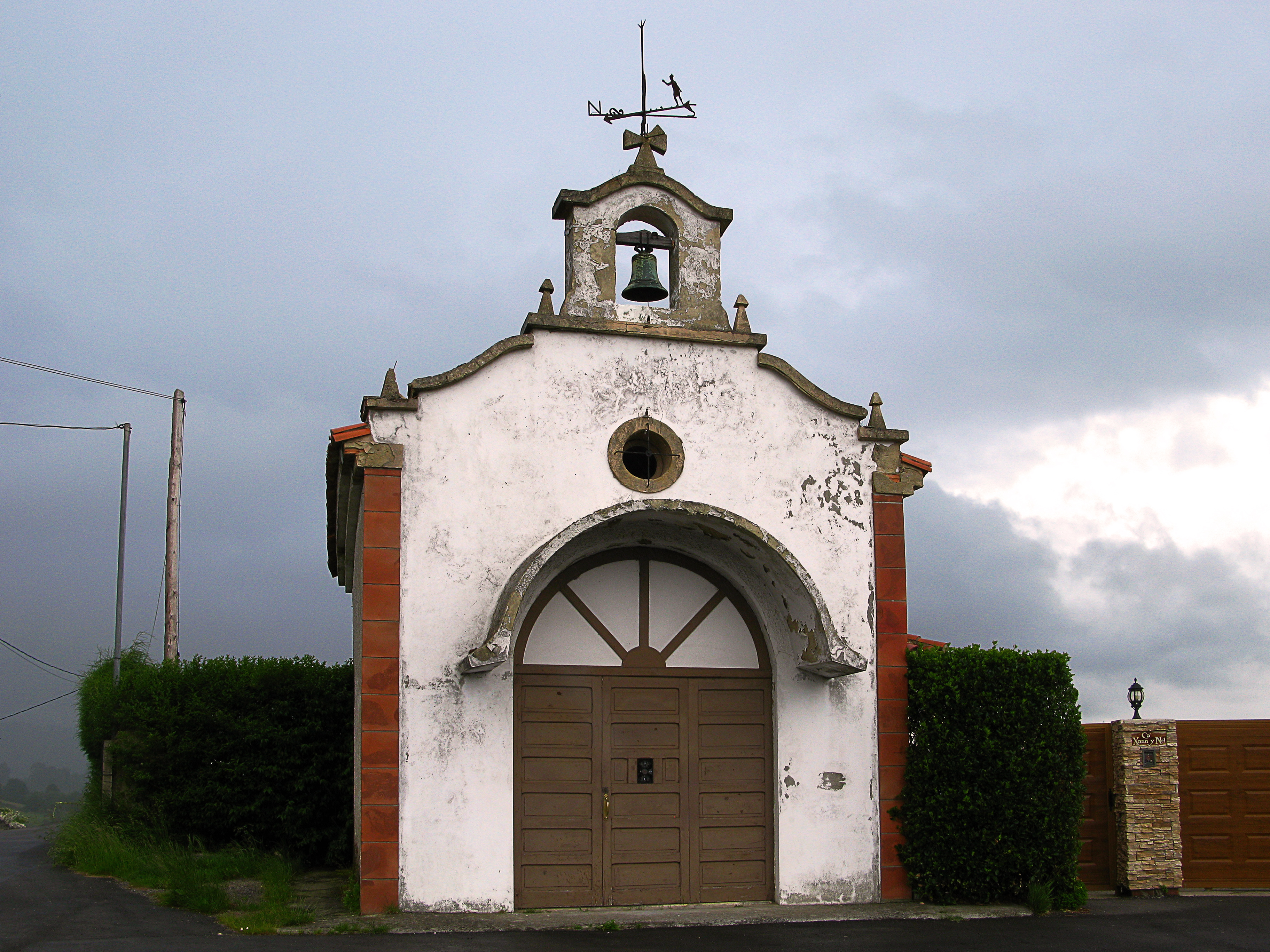
Capella de Santa Apolonia a Pañeda Nueva

- La Barganiza (42 habitants, INE, 2008)
- El Cuto[1] (75 habitants, INE, 2008)
- Güergo[1] (49 habitants, INE, 2008)
- Pañeda Nueva (133 habitants, INE, 2008)
- Pañeda Vieya[1] (28 habitants, INE, 2008)
- Vio (28 habitants, INE, 2008)

### Llogarets
- Les Cabañes[1] (deshabitat, 2008)[1]

### Masos
- Arniella (35 habitants, sadei, 2008)
- La Calabaza (81 habitants, sadei, 2008)
- La Carizal (32 habitants, sadei, 2008)
- Les Casadianes[1] (96 habitants, sadei, 2008)
- Espiniella (35 habitants, sadei, 2008)
- La Figarona (92 habitants, sadei, 2008)
- Fombona (24 habitants, sadei, 2008)
- Grandarrasa (32 habitants, sadei, 2008)
- Llameo[1] (16 habitants, sadei, 2008)
- Llanaces[1] (30 habitants, sadei, 2008)
- Llanteru[1] (7 habitants, sadei, 2008)
- La Madera (44 habitants, sadei, 2008)
- El Mesón de la Tabla[1] (21 habitants, sadei, 2008)
- Orviz (83 habitants, sadei, 2008)
- Palmiano (18 habitants, sadei, 2008)
- Picalloréu[1] (5 habitants, sadei, 2008)
- Poladura (23 habitants, sadei, 2008)
- San Pedro (9 habitants, sadei, 2008)
- San Tiso[1] (15 habitants, sadei, 2008)
- Varé (74 habitants, sadei, 2008)
- El Yérbanu[1]

## San Pedro
En la localitat de San Pedro es localitzava l'estació superior del pla inclinat de La Florida del Ferrocarril de Llangréu. L'accés a l'estació es realitzava a través del túnel del Conixo. L'estació fou tancada en entrar en servei el túnel de la Florida que comunica dita estació amb la de Noreña. Posteriorment, el terrenys foren usats com escombrera de mina. Des de l'any 2005 als antics terrenys ferroviaris està en funcionament el Centre d'investigació e Incendis en Túnels San Pedro de Anes de la Fundació Barredo.